# 오징어 게임
오징어 게임(영어: Squid Game)은 황동혁이 제작, 각본, 감독을 맡아 2021년 9월 17일부터 공개 된 대한민국의 디스토피아 생존 스릴러 넷플릭스 TV 시리즈이다.

## 기획
이 시리즈는 심각한 재정적 어려움에 처한 456명의 플레이어가 456억 원(미화 3,986만 달러)의 상금을 목표로 목숨을 걸고 일련의 치명적인 어린이 게임을 플레이하는 비밀 대회를 중심으로 전개된다. 이 시리즈의 제목은 한국 어린이 게임인 오징어에서 따왔다. 이정재가 앙상블 출연진을 이끈다.
황동혁은 자신의 한국에서의 경제적 어려움과 자본주의의 계급 격차를 바탕으로 이 아이디어를 구상했다. 황동혁은 2009년에 이 이야기를 집필했지만, 넷플릭스가 해외 프로그램 제공을 확대하기 위한 노력의 일환으로 2019년경 관심을 갖기 전까지 아이디어에 자금을 조달할 제작사를 찾지 못했다.
오징어 게임 시즌 1은 2021년 9월 17일 전 세계적으로 출시되어 비평가들의 호평과 국제적인 관심을 받았다. 이 시리즈는 넷플릭스에서 가장 많이 시청한 시리즈가 되었으며 프라임타임 에미상 6개와 골든 글로브상 1개를 포함하여 수많은 상을 받았다. 오징어 게임 시즌 2의 제작은 2023년 7월 시작돼 2024년 12월 26일 개봉됐다. 오징어 게임 시즌 3와 마지막 시즌 시즌 2와 연속 촬영돼 2025년 공개될 예정이다.

## 줄거리
한국의 한 도시, 이혼한 아버지이자 노모와 함께 사는 성기훈은 도박 중독으로 인해 심각한 빚에 시달리고 있다. 그러던 중, 그는 막대한 상금을 건 일련의 어린이 게임에 초대받고, 이를 수락해 알 수 없는 장소로 이동한다. 그곳에는 그와 마찬가지로 재정적 위기에 처한 455명의 참가자들이 있었다.
참가자들은 녹색 운동복을 착용하고, 핑크색 점프수트를 입은 마스크 쓴 경비원들의 감시 속에서 게임을 진행하게 된다. 전체 게임은 검은 복장의 프론트맨이 감독하며, 참가자들은 곧 패배 시 사망에 이른다는 사실을 깨닫는다. 한 사람이 탈락할 때마다 상금 1억 원이 누적되어 최종적으로 우승자는 총 456억 원을 차지하게 된다.
기훈은 어린 시절 친구 조상우, 탈북자 강새벽 등과 동맹을 맺고, 게임의 신체적·심리적 고통 속에서 생존을 도모한다. 동시에 경찰관 황준호는 실종된 형을 찾기 위해 경비원으로 위장해 게임 내부로 침투한다.
시즌 2에서는, 게임 우승 이후 3년이 지난 기훈이 프론트맨과 게임을 끝내기 위한 복수를 결심하면서 다시 게임에 참가하게 된다. 프론트맨은 기훈에게 인간 본성상 이 게임은 끝날 수 없음을 보여주려 하며, 기훈은 준호와 협력해 그 실체에 다가서려 한다.

## 등장인물

### 시즌1
- 이정재 - 456번 성기훈 역: 1974년 10월 31일생. 이혼한 운전사이자 도박 중독자로, 가영이라는 딸이 있다. 어머니와 함께 살고 있으며 딸 가영을 재정적으로 부양하기 위해 애쓰고 있다. 많은 빚을 청산하고, 어머니, 의붓아버지와 함께 미국으로 떠나는 딸을 양육할 수 있을 만큼 재정적으로 안정되었음을 증명하기 위해 게임에 참여한다. 게임에서 승리한 후 그는 게임과 프론트 맨을 끝내기 시작한다.(시즌1)
- 박해수 - 218번 조상우 역: 전 증권회사 투자팀장. 기훈의 후배로 서울대학교에서 공부했다. 고객으로부터 돈을 훔치고 잘못된 투자로 막대한 빚을 지게 된 경찰을 피해 게임에 참여한다.(시즌 1) 2020 제33화 오징어게임 우승 이후 3년뒤, 자신때문에 다른 참가자들이 죽었다는 죄책감과 주최측에 대한 원망으로 다시 게임에 참가한다. (시즌 2)
- 위하준 - 황준호 역: 실종된 형을 찾기 위해 경비원으로 변장한 채 게임에 잠입한 경찰관이자 잠복형사인 그는 자신의 형이 대회의 주최자인 프론트맨임을 알게 된다.
- 정호연 - 067번 강새벽 역: 북한 함경북도 출신의 탈북자. 국경 너머에 있는 부모님을 구해줄 브로커의 비용을 지불하고, 다시 만난 가족을 위해 집을 사기 위해 게임에 참여한다. (시즌 1)
- 오영수 - 001번 오일남 역: 외부 세계에서 죽기를 기다리는 것보다 게임을 선호하고 나중에 게임 제작자로 밝혀진 뇌종양을 앓고 있는 노인. (시즌 1)
- 허성태 - 101번 장덕수 역: 상사와 부하들에게서 훔친 돈을 비롯해 막대한 도박 빚을 청산하기 위해 게임에 뛰어드는 갱스터. (시즌 1)
- 아누팜 트리파티 - 199번 알리 압둘 역: 고용주가 몇 달 동안 임금을 보류한 후 젊은 가족을 부양하기 위해 게임에 참여하는 파키스탄 출신의 이주 노동자. (시즌 1)
- 김주령 - 212번 한미녀 역: 시끄럽고 교활한 여자. 게임에 참가한 이유는 설명되지 않는다. (시즌 1)
- 이병헌 - 황인호 역: 게임 감독자이자 2015년 판 게임의 승자인 프론트 맨은 참가한 후 진정으로 좋은 사람이 있다고 믿지 않는다. 시즌 2의 대부분 동안 오영일로 변장하여 플레이어 001로 변장한 후 다시 프론트맨이라는 별칭을 사용한다. (시즌 2~3, 게스트, 시즌 1)
- 이서환 - 390번 박정배 역: 술집을 운영하다 오징어 게임에 뛰어드는 기훈의 아주 좋은 친구. (시즌 2, 게스트, 시즌 1)

### 시즌 2~3
- 임시완 - 333번 이명기 역: 암호화폐 사기에 연루돼 돈을 잃은 전직 유튜버. 준희의 전 남자친구이다.
- 강하늘 - 388번 강대호 역: 전 해병대원
- 박성훈 - 120번 조현주 역: 성전환 수술을 받을 돈이 부족한 트랜스젠더 여성이자 전직 특수부대 군인
- 이진욱 - 246번 박경석 역: 딸의 혈액암 치료비를 마련하기 위해 게임에 참가한 남자
- 양동근 - 007번 박용식 역: 잘못을 뉘우친 도박꾼이자 금자의 아들
- 조유리 - 222번 김준희 역: 임신한 윤기의 전 여자친구. 명기의 암호화폐를 사다가 돈을 잃고 생계를 꾸려나가고 있다
- 강애심 - 149번 장금자 역: 아들의 빚을 갚기 위해 게임에 뛰어드는 용식의 엄마
- 박규영 - 강노을 역: 게임을 위해 경비병으로 일하는 전직 군인이자 탈북자로서 게임을 수호하고 탈락한 플레이어를 죽이는 임무를 맡음. 북한에 남아 있는 아들을 찾기 위해 노력한다.
- 채국희 - 044번 선녀 역: 신경증적인 자칭 무당
- 이다윗 - 125번 박민수 역: 자신의 마음을 말하는 데 어려움을 겪는 조용하고 소심한 남자.
- T.O.P - 최수봉/타노스(230번) 역: 명기가 암호화폐 사기 중 하나의 피해자였기 때문에 게임 내내 명기를 표적으로 삼는 오만하고 건방진 래퍼이자 엑스터시 중독자이다.
- 노재원 - 124번 남규 역: 명기 암호화폐 사기의 또 다른 피해자. 수봉의 오른팔 역할을 하며 수봉과 함께 다른 플레이어, 특히 명기와 민수를 괴롭히는 일에 동참한다.
- 원지안 - 380번 세미 역
- 김시은 - 095번 김영미 역
- 전석호 - 최우석 역
- 오달수 - 선장 역: 게임 위치를 찾고 상사를 쓰러 뜨리려는 준호와 나중에 기훈의 사채업자를 돕는 선원.
- 최원 - 395번 역

## 에피소드
| 시즌 | 회수 | 방송 날짜        |
| ---- | ---- | ---------------- |
| 1    | 9    | 2021년 9월 17일  |
| 2    | 7    | 2024년 12월 26일 |
| 3    | 6    | 2025년 6월 27일  |

### 시즌 1 (2021)
| 번호 | 제목                  | 본 공개 날짜    |
| ---- | --------------------- | --------------- |
| 1    | "무궁화 꽃이 피던 날" | 2021년 9월 17일 |
| 2    | "지옥"                | 2021년 9월 17일 |
| 3    | "우산을 쓴 남자"      | 2021년 9월 17일 |
| 4    | "쫄려도 편먹기"       | 2021년 9월 17일 |
| 5    | "평등한 세상"         | 2021년 9월 17일 |
| 6    | "깐부"                | 2021년 9월 17일 |
| 7    | "VIPS"                | 2021년 9월 17일 |
| 8    | "프론트맨"            | 2021년 9월 17일 |
| 9    | "운수 좋은 날"        | 2021년 9월 17일 |

### 시즌 2 (2024)
| 번호 | 제목             | 본 공개 날짜     |
| ---- | ---------------- | ---------------- |
| 1    | "빵과 복권"      | 2024년 12월 26일 |
| 2    | "할로윈 파티"    | 2024년 12월 26일 |
| 3    | "001"            | 2024년 12월 26일 |
| 4    | "여섯 개의 다리" | 2024년 12월 26일 |
| 5    | "한 판 더"       | 2024년 12월 26일 |
| 6    | "O X"            | 2024년 12월 26일 |
| 7    | "친구와 적"      | 2024년 12월 26일 |